# Дойч (округ Сениця)
Дойч (словац. Dojč) — село, громада округу Сениця, Трнавський край. Кадастрова площа громади — 20.37 км².
Населення 1272 особи (станом на 31 грудня 2020 року).

## Географія
Протікають Ковальовський потік; Обрадзновський потік і Стара Миява.

## Історія
Дойч згадується 1392 року.

## Населення
| Рік:            | 1994. | 2004.   | 2014.   | 2024.    |
| --------------- | ----- | ------- | ------- | -------- |
| Кількість осіб: | 1157  | 1241    | 1249    | 1380     |
| Різниця:        |       | +7,26 % | +0,64 % | +10,48 % |

| Рік:            | 2023. | 2024.   |
| --------------- | ----- | ------- |
| Кількість осіб: | 1363  | 1380    |
| Різниця:        |       | +1,24 % |